# سم اندروود
سم اندروود (انگلیسی: Sam Underwood؛ زادهٔ ۴ اوت ۱۹۸۷) یک هنرپیشه اهل بریتانیا است.
از فیلم‌ها یا برنامه‌های تلویزیونی که وی در آن نقش داشته است می‌توان به میهن و دودمان اشاره کرد.